# Morriss Peak
Der Morriss Peak ist ein 950 m hoher Berg im westantarktischen Marie-Byrd-Land. In den Ford Ranges ragt er am südwestlichen Ende der Wiener Peaks auf.
Wissenschaftler der United States Antarctic Service Expedition (1939–1941) kartierten ihn. Eine weitere Kartierung erfolgte durch den United States Geological Survey anhand eigener Vermessungen und Luftaufnahmen der United States Navy aus den Jahren von 1959 bis 1965. Auf vorschlag des US-amerikanischen Polarforschers Richard Evelyn Byrd wurde der Berg nach Percy George Brockhurst Morriss (1885–1944) benannt, Manager des Hotel Clark in Los Angeles, der Büroräume für Byrds erste (1928–1930) und zweite Antarktisexpedition (1933–1935) zur Verfügung gestellt hatte.